# Francesco Paolo Liuzzi
Francesco Paolo Liuzzi (Crispiano, 27 maggio 1931 – Taranto, 22 luglio 2011) è stato un politico e medico italiano.

## Biografia
Francesco Paolo Liuzzi fu una figura di spicco nel panorama medico e politico pugliese. Laureatosi in Medicina e Chirurgia presso l'Università degli Studi di Modena e Reggio Emilia, conseguì successivamente le specializzazioni in pediatria e cardiologia. Avviò la sua carriera medica lavorando a Taranto e Crispiano, distinguendosi per la dedizione alla comunità locale.
Da giovane fu fondatore e direttore della rivista politica Linea Jonica, dimostrando precocemente un forte interesse per la politica. 
Negli anni '70, quando fu eletto consigliere regionale della Puglia, incarico che mantenne per tre legislature (1970-1990). Successivamente, nel 1994, divenne sindaco di Crispiano, amministrando il comune fino al 2003. Durante il suo mandato si distinse per iniziative significative come il gemellaggio con la città greca di Nea Halkidona, la riapertura del teatro comunale trasformato in centro culturale polifunzionale, e la ristrutturazione della Villa Comunale dedicata a Giovanni Falcone. Promosse inoltre l’istituzione del Centro Studi Montaliani, dedicato alla memoria del poeta Eugenio Montale, grazie alla collaborazione con il professor Giuseppe Milano.
Nel 1994 fu eletto alla Camera dei Deputati nel collegio di Martina Franca, rappresentando Alleanza Nazionale. Durante il suo mandato, fino al 1996, fu membro della XII Commissione Affari Sociali e della Commissione Speciale per l’Infanzia, contribuendo a tematiche di rilevanza sociale.
Si sposò con Carmela Gallo, con cui ebbe tre figli: Stefano, Grazia Maria e Giovanna.
Francesco Paolo Liuzzi si distinse come uomo di dialogo e di profonda moralità, riconosciuto da amici e avversari politici per la sua disponibilità al confronto e per il suo impegno al servizio della comunità. Alla sua scomparsa, il 22 luglio 2011, a 80 anni, giunsero numerosi messaggi di cordoglio, tra cui quello del presidente del Consiglio Regionale pugliese Onofrio Introna, che lo ricordò come "un gigante della militanza ideale e politica, un maestro di virtù civiche e incontaminati valori".
Francesco Paolo Liuzzi rimane una figura simbolica per la città di Crispiano e per la Puglia, come esempio di dedizione al bene pubblico e di instancabile impegno civico.